# Nina Elle
Nina Elle, née à Ludwigshafen, dans la région de la Rhénanie-Palatinat le 28 avril 1980, est une actrice pornographique allemande.

## Biographie
Nina est née à Ludwigshafen, fille d'un militaire américain et d'une mère allemande. Dans son enfance, en raison du travail de son père, elle a déménagé plusieurs fois entre différentes bases militaires en Allemagne et aux États-Unis. À 27 ans, elle a déménagé dans le nord de la Californie, où elle a travaillé dans une station-service et comme hygiéniste dentaire.
Un soir, à l'écoute de l'émission The Oprah Winfrey Show à la télévision, elle a été informée du monde des filles webcam, et elle a commencé à tester ce petit monde avec de bons résultats. Elle est devenue très rapidement populaire, avec des milliers d'abonnés en quelques mois seulement. Dans cette situation, plusieurs personnes l'ont exhortée à tenter sa chance dans l'industrie du cinéma pornographique.
En 2013, elle signe avec l'agence ATMLA et s'installe à Los Angeles, où elle commence sa carrière comme actrice pornographique à l'âge de 33 ans. Comme beaucoup d'autres actrices qui ont commencé à plus de trente ans dans l'industrie, en raison de son physique, de son âge et de ses attributs, elle a été qualifiée d'actrice MILF.
En tant qu'actrice, elle a travaillé pour des studios tels que Jules Jordan Video, Evil Angel, Wicked, Lethal Hardcore, Reality Junkies, Dark X, Filly Films, Sweetheart Video, Elegant Angel, Hard X, Brazzers, Girlfriends Films, Mile High ou 3d Degree.
En 2015, elle a participé à une vidéo sur le web Funny or Die joins avec ses compagnes Mercedes Course et Nadia Styles en critiquant le film Cinquante ombres de Grey.
Elle est, en plus, mère de trois fils.
Certaines œuvres de sa filmographie sont Big Tit Fantasies 6, Cougars Crave Young Cock 4, Dirty Rotten Mother Fuckers 8, Girlfriends Teaching Girlfriends 5, Let Me Stroke You, Mother May 1 2, Pretty Kitties 2, Suck Balls 5 ou Whore's Ink 2.
En 2016, elle est nommée dans les Prix XBIZ comme Artiste MILF de l'année, catégorie pour laquelle elle a également été nommée dans les Prix AVN, où elle a reçu une autre nomination pour la meilleure scène de trio M-M-H pour le film Nina Elle is the ArchAngel.
Elle a tourné plus de 550 films en tant qu'actrice.